# Dalea rzedowskii
Dalea rzedowskii är en ärtväxtart som beskrevs av Rupert Charles Barneby. Dalea rzedowskii ingår i släktet Dalea, och familjen ärtväxter. Inga underarter finns listade i Catalogue of Life.